# Ungarische Badminton-Mannschaftsmeisterschaft 1983
Die Ungarische Badminton-Mannschaftsmeisterschaft 1983 war die 15. Auflage dieser Veranstaltung. Es wurde ein Wettbewerb für gemischte Mannschaften ausgetragen. Meister wurde das Team von Honvéd Zrínyi SE.

## Endstand
| Platz | Mannschaft |
| ----- | --- |
| 1.    | Honvéd Zrínyi SE (György Vörös, Béla Jankovich, Ferenc Rolek, László Rakonczai, Tibor Pinke, Ildikó Vígh, Judit Fejes, Ágnes Magyar) |
| 2.    | Honvéd Kilián FSE |
| 3.    | Honvéd Osztapenko SE |
| 4.    | Nyíregyházi VSSC |
| 5.    | Hajdúszoboszlói Bocskai |
| 6.    | Zsombó SK |